# Walking Out (sang)
"Walking Out" er en sang af den armensk sanger Srbuk. Den repræsenterede Armenien ved Eurovision Song Contest 2019 i Tel Aviv, Israel, men avancerede ikke til finalen. Den er komponeret af Lost Capital og tokionine, sangteksterne blev skrevet af Garik Papoyan, der tidligere co-skrev Armeniens bud i 2014 for Aram Mp3.